# ジュネーヴ・オープン
ジュネーヴ・オープン（Geneva Open）は、スイス・ジュネーヴで開催されるATPツアー250のテニストーナメントである。

## 大会歴代優勝者

### シングルス
| 年        | 優勝者                     | 準優勝者                     | スコア                  |
| --------- | -------------------------- | ---------------------------- | ----------------------- |
| 1980      | バラージュ・タロツィ       | アドリアーノ・パナッタ       | 6-3, 6-2                |
| 1981      | ビョルン・ボルグ           | トマシュ・スミッド           | 6-4, 6-3                |
| 1982      | マッツ・ビランデル         | トマシュ・スミッド           | 7-5, 4-6, 6-4           |
| 1983      | マッツ・ビランデル         | ヘンリク・スンドストローム   | 3-6, 6-1, 6-3           |
| 1984      | アーロン・クリックステイン | ヘンリク・スンドストローム   | 6-7, 6-1, 6-4           |
| 1985      | トマシュ・スミッド         | マッツ・ビランデル           | 6-4, 6-4                |
| 1986      | アンリ・ルコント           | ティエリ・テューレーン       | 7-5, 6-3                |
| 1987      | クラウディオ・メザドリ     | トマシュ・スミッド           | 6-4, 7-5                |
| 1988      | マリアン・バイダ           | ケント・カールソン           | 6-4, 6-4                |
| 1989      | マルク・ロセ               | ギリェルモ・ペレス＝ロルダン | 6-4, 7-5                |
| 1990      | ホルスト・スコッフ         | セルジ・ブルゲラ             | 7-6, 7-6                |
| 1991      | トーマス・ムスター         | ホルスト・スコッフ           | 6-2, 6-4                |
| 1992–2014 | 開催なし                   | 開催なし                     | 開催なし                |
| 2015      | トマス・ベルッシ           | ジョアン・ソウザ             | 7-6(7-4), 6-4           |
| 2016      | スタン・ワウリンカ         | マリン・チリッチ             | 6-4, 7-6(13-11)         |
| 2017      | スタン・ワウリンカ         | ミーシャ・ズベレフ           | 4-6, 6-3, 6-3           |
| 2018      | マートン・フチョビッチ     | ペーター・ゴヨフチク         | 6-2, 6-2                |
| 2019      | アレクサンダー・ズベレフ   | ニコラス・ジャリー           | 6-3, 3-6, 7-6(10-8)     |
| 2020      | 開催なし                   | 開催なし                     | 開催なし                |
| 2021      | キャスパー・ルード         | デニス・シャポバロフ         | 7-6(8-6), 6-4           |
| 2022      | キャスパー・ルード         | ジョアン・ソウザ             | 7-6(7-3), 4-6, 7-6(7-1) |
| 2023      | ニコラス・ジャリー         | グリゴール・ディミトロフ     | 7-6(7-1), 6-1           |
| 2024      | キャスパー・ルード         | トマーシュ・マハーチ         | 7-5, 6-3                |
| 2025      | ノバク・ジョコビッチ       | フベルト・フルカチュ         | 5-7, 7-6(7-2), 7-6(7-2) |

### ダブルス
| 年        | 優勝者                                          | 準優勝者                                          | スコア                 |
| --------- | ----------------------------------------------- | ------------------------------------------------- | ---------------------- |
| 1980      | ゼリコ・フラヌロビッチ バラージュ・タロツィ     | ハインツ・ギュンタード マーカス・ギュンタード     | 6-4, 4-6, 6-4          |
| 1981      | ハインツ・ギュンタード バラージュ・タロツィ     | パベル・スロジル トマシュ・スミッド               | 6-4, 3-6, 6-2          |
| 1982      | パベル・スロジル トマシュ・スミッド             | カール・リンバーガー マイク・マイブルグ           | 6-4, 6-0               |
| 1983      | スタニスラフ・ビルネル ブレイン・ウィレンボーグ | ヨアキム・ニーストロム マッツ・ビランデル         | 6-1, 2-6, 6-3          |
| 1984      | ミカエル・モーテンセン マッツ・ビランデル       | リボル・ピメク トマシュ・スミッド                 | 6-1, 3-6, 7-5          |
| 1985      | セルヒオ・カサル エミリオ・サンチェス           | カルロス・キルメイヤー カシオ・モッタ             | 6-4, 4-6, 7-5          |
| 1986      | アンドレアス・マウラー Jörgen Windahl           | グスタボ・ルザ Gustavo Tiberti                    | 6-4, 3-6, 6-4          |
| 1987      | Ricardo Acioly ルイス・マター                   | マンスール・バーラミ ディエゴ・ペレス             | 3-6, 6-4, 6-2          |
| 1988      | マンスール・バーラミ トマシュ・スミッド         | グスタボ・ルザ ギリェルモ・ペレス＝ロルダン       | 6-4, 6-3               |
| 1989      | アンドレス・ゴメス アルベルト・マンシーニ       | マンスール・バーラミ ギリェルモ・ペレス＝ロルダン | 6-3, 7-5               |
| 1990      | パブロ・アルバノ デビッド・イーグル             | ネイル・ボーウィック デビッド・ルイス             | 6-3, 7-6               |
| 1991      | セルジ・ブルゲラ マルク・ロセ                   | パー・ヘンリクソン オラ・ヨンソン                 | 3-6, 6-3, 6-2          |
| 1992–2014 | 開催なし                                        | 開催なし                                          | 開催なし               |
| 2015      | フアン・セバスチャン・カバル ロベルト・ファラ   | レイベン・クラーセン 盧彦勲                       | 7-5, 4-6, [10-7]       |
| 2016      | スティーブ・ジョンソン サム・クエリー           | レイベン・クラーセン ラジーブ・ラム               | 6-4, 6-1               |
| 2017      | ジャン＝ジュリアン・ロジェ ホリア・テカウ       | フアン・セバスティアン・カバル ロベルト・ファラ   | 2-6, 7-6(11-9), [10-6] |
| 2018      | オリバー・マラチ マテ・パビッチ                 | イワン・ドディグ ラジーブ・ラム                   | 3-6, 7-6(7-3), [11-9]  |
| 2019      | オリバー・マラチ マテ・パビッチ                 | マシュー・エブデン ロベルト・リンドステット       | 6-4, 6-4               |